# Speedski-Weltcup 2006
Der Speedski-Weltcup 2006 begann am 4. März 2006 in Sun Peaks und endete am 22. April 2006 in Verbier. Den Gesamtweltcup bei den Männern gewann der Italiener Simone Origone. Bei den Frauen war die US-amerikanerin Tracie Sachs erfolgreich.

## Weltcupwertung
| Rang | Athlet           | Punkte |
| ---- | ---------------- | ------ |
| 1    | Simone Origone   | 500    |
| 2    | Philippe May     | 315    |
| 3    | Roger Wickman    | 270    |
| 4    | John Hembel      | 242    |
| 5    | Jonathan Moret   | 230    |
| 6    | Michel Goumoëns  | 196    |
| 7    | Jukka Viitasaaru | 170    |
| 8    | Kenneth Dale     | 140    |
| 9    | Tor Schultze     | 111    |
| 10   | Jürg Graf        | 108    |

| Rang | Athletin         | Punkte |
| ---- | ---------------- | ------ |
| 1    | Tracie Sachs     | 107    |
| 2    | Kati Metsäpelfo  | 79     |
| 3    | Elena Banfo      | 57     |
| 4    | Sanna Tidstrand  | 45     |
| 5    | Linda Baginski   | 44     |
| 6    | Sarah McDiarmid  | 30     |
| 7    | Emeli Wolff      | 27     |
| 8    | Charlotte Bar    | 22     |
| 9    | Anna-Karin Modin | 17     |
| 10   | Jennifer Romano  | 13     |

## Podestplatzierungen Herren
| Datum          | Ort         | 1. Platz       | 2. Platz       | 3. Platz        |
| -------------- | ----------- | -------------- | -------------- | --------------- |
| 4. März 2006   | Sun Peaks   | Simone Origone | Philippe May   | Kenneth Dale    |
| 5. März 2006   | Sun Peaks   | Simone Origone | Kenneth Dale   | Philippe May    |
| 26. März 2006  | Orsa        | Simone Origone | Roger Wickman  | Michel Goumoëns |
| 28. März 2006  | Hundfjället | Simone Origone | John Hembel    | Roger Wickman   |
| 22. April 2006 | Verbier     | Simone Origone | Jonathan Moret | Philippe May    |

## Podestplatzierungen Damen
| Datum          | Ort         | 1. Platz        | 2. Platz        | 3. Platz        |
| -------------- | ----------- | --------------- | --------------- | --------------- |
| 4. März 2006   | Sun Peaks   | Tracie Sachs    | Kati Metsäpelfo | Sarah McDiarmid |
| 5. März 2006   | Sun Peaks   | Tracie Sachs    | Kati Metsäpelfo | Sarah McDiarmid |
| 26. März 2006  | Orsa        | Tracie Sachs    | Elena Banfo     | Kati Metsäpelfo |
| 28. März 2006  | Hundfjället | Elena Banfo     | Sanna Tidstrand | Emeli Wolff     |
| 22. April 2006 | Verbier     | Sanna Tidstrand | Tracie Sachs    | Kati Metsäpelfo |